# Portugalsko na Letních olympijských hrách 2000
Portugalsko se účastnilo Letní olympiády 2000. Zastupovalo ho 61 sportovců (48 mužů a 13 žen) v 13 sportech.

## Medailisté
| Medaile | Jméno              | Sport    | Soutěž                    |
| ------- | ------------------ | -------- | ------------------------- |
| Bronz   | Nuno Delgado       | Judo     | muži polostřední do 81 kg |
| Bronz   | Fernanda Ribeirová | Atletika | Ženy běh na 10 000 m      |